# Mas Marsol
El Mas Marsol és un monument protegit com a bé cultural d'interès local del municipi de Vallmoll (Alt Camp).

## Descripció
El mas Marsol està situat en un camí proper a la carretera de Vallmoll a la Masó. L'edifici és format per construccions de diverses èpoques. El conjunt resultant té planta rectangular i es desenvolupa en planta baixa i dos pisos, amb cobertes a dues vessants, de teula vermella i dues terrasses situades al nivell del primer i del segon pis respectivament. Les obertures presenten una distribució regular però adequant-se en cada cas a la morfologia del bloc constructiu al qual pertanyen.
El material constructiu fonamental és la pedra, arrebossada i pintada.

## Història
En temps del propietari anterior, aquest edifici portava el nom de mas Però, denominació que encara es continua utilitzant entre les habitants més grans de Vallmoll. En la seva configuració actual, el mas Marsol mostra tres etapes constructives fonamentals: la primera correspon a la segona meitat del segle xix, la segona a l'època modernista i la darrera fou realitzada pels actuals propietaris fa alguns decennis. En tots els casos, les ampliacions han intentat aconseguir un conjunt harmònic i en consonància amb l'evolució general de la construcció. En un principi funcionava com a mas, funció que manté en l'actualitat, tot i que se li han afegit serveis de tipus residencial (pista de tenis, piscina ...)